# World Leaders

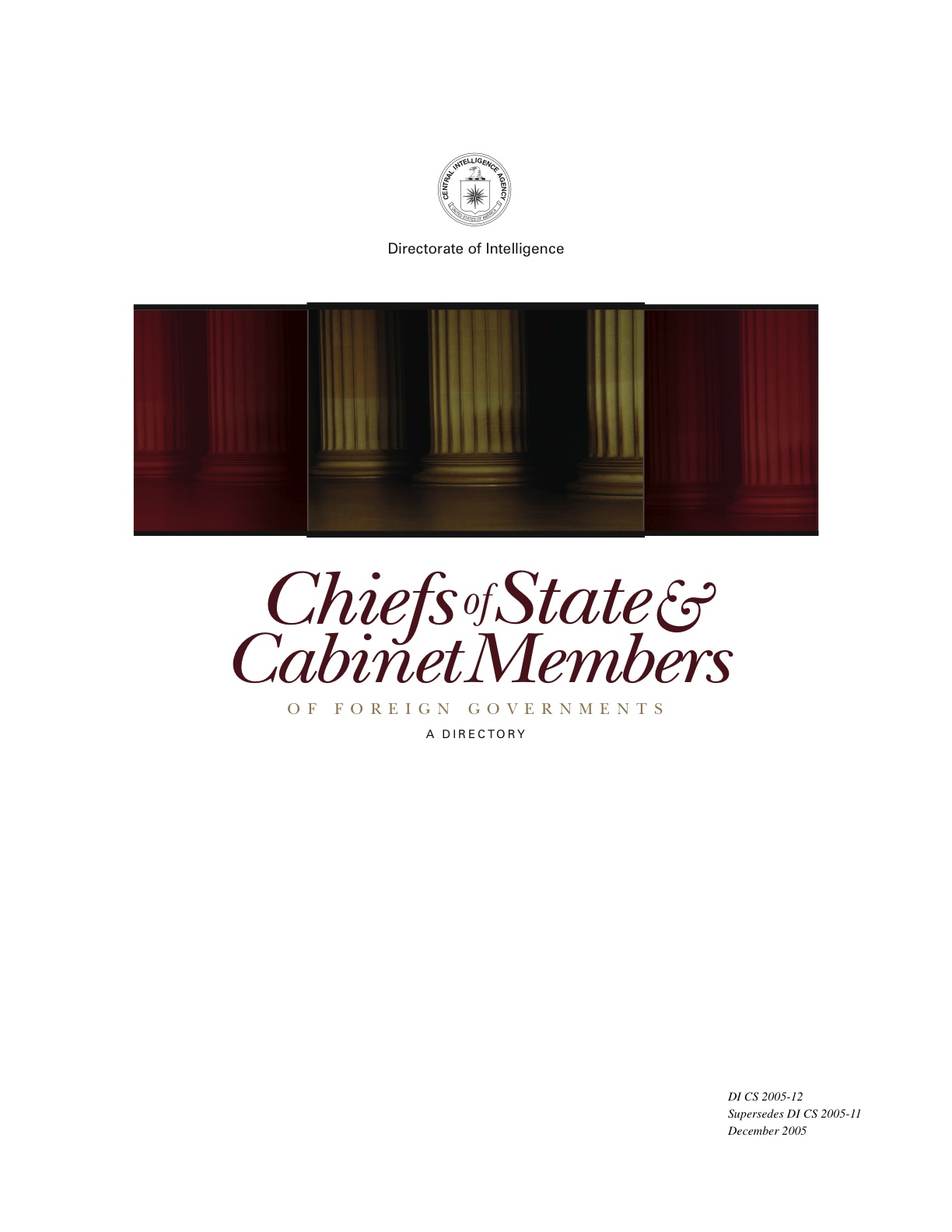
Обложка каталога World Leaders

World Leaders  —  общедоступный каталог, публикуемый еженедельно Центральным разведывательным управлением США. В нем перечислены основные государственные должностные лица для каждой страны мира: глава государства и/или глава правительства и другие министры кабинета, глава центрального банка и послы в Организации Объединенных Наций и Соединенных Штатах.